# Ingeniero Chanourdie
Ingeniero Chanourdie es una localidad argentina ubicada en el departamento General Obligado de la provincia de Santa Fe. Se encuentra 11 km al oeste de la ruta nacional 11.
La principal actividad económica es la agricultura, y cuenta con una planta de acopio y producción de aceites, harinas y alimentos balanceados. Cuenta con una institución deportiva.

## Toponimia
El nombre de la comuna hace honor a la estación de trenes del mismo nombre que funcionó en la localidad, perteneciente en un principio al Ferrocarril Provincial de Santa Fe y más tarde al Ramal F14 del FCGB, inactiva desde mediados del siglo pasado. La estación se llamó así en honor al prestigioso arquitecto e ingeniero Enrique Chanourdie, diseñador de varias edificaciones de estilo francés en Buenos Aires y Rosario. Diseñó junto a Giusseppe Micheletti la estación Rosario del FCPSF, actualmente Terminal de Ómnibus Mariano Moreno.

## Población
Cuenta con 1,072 habitantes (Indec, 2010), lo que representa un descenso frente a los 1,335 habitantes (Indec, 2001) del censo anterior.
| Gráfica de evolución demográfica de Ingeniero Chanourdie entre 1991 y 2010 |
|                                                                            |
| Fuente: Censos nacionales del INDEC                                        |